# STAND UP (早見優の曲)
「STAND UP」（スタンド・アップ）は、1985年5月22日にトーラスレコードからリリースされた早見優の13枚目のシングル。

## 概要
表題曲「STAND UP」は、オーストラリア出身のミュージシャン、俳優のリック・スプリングフィールド (Rick Springfield) が1984年にリリースしたアルバム『Hard to Hold』収録曲のカバーで、1985年に放送されたTBS火曜9時枠の連続ドラマ『サーティーン・ボーイ』の主題歌。B面曲「PRESENTATION」は早見本人が出演したグンゼ「シア・ペーヌYOU」のCMイメージソングとして使用された。
「STAND UP」というタイトルは、本シングルの他にも同年6月に発売されたライブ・アルバム『EXCITING YOU '85 STAND UP』のサブタイトルとしても流用された。

## 収録曲
1. STAND UP
  - 作詞・作曲: R.Springfield / 日本語詞: 松本隆 / 編曲: 戸塚修
2. PRESENTATION
  - 作詞: Jun & Jim / 作曲: 小田裕一郎 / 編曲: 入江純